# Боевая тревога (фильм, 1997)
«Боевая тревога» (иер. трад. 高度戒備, упр. 高度戒备, кант.-рус.: Го до гаа бей, англ. Lifeline) — гонконгский боевик 1997 года режиссёра Ринго Лама. Главные роли в фильме исполнили Лау Чинвань, Френсис Ын, Джек Као и Аманда Ли.
Картина получила пять номинаций на 17-й Гонконгской кинопремии. Также фильм был отмечен в двух номинациях на 4-й Премии общества кинокритиков Гонконга.

## Сюжет
Мак Кван (Френсис Ын) — эксперт по взрывным устройствам и преступник, находящийся в розыске. Он был арестован офицером полиции Пао Вай Хуном (Лау Чинвань). Во время задержания Пао застреливает сообщника Мака и испытывает глубокое чувство вины из-за этого случайного убийства. Подруга Квана (Аманда Ли) сообщает главарю тайваньской мафии Зангe (Джек Као), что Мак задержан полицией. Поскольку бандиты опасаются, что Мак раскроет их планы, они пытаются вытащить его из тюрьмы. Но у них не выходит. Во время этого налёта бандиты убивают подчиненного Пао Юнга (Юнг Кам-чонг). Пао и его напарник Билл (Чин Ка Лок) клянутся отомстить.
Тем временем Кван сбегает из тюрьмы с помощью сокамерника. Мак пробирается в Жокейский клуб Гонконга, чтобы забрать деньги, которые там были спрятаны. Но там его уже поджидает Занг, которые хочет убить его и забрать всё себе. Но Мак сам убивает Занга. Там же оказывается и Пао, который преследует его. Когда они вступают в перестрелку друг с другом, Пао попадает в Лай Хун, она умирает. В конце концов Мак застреливается, понимая, что не сможет пережить её смерть.

## В ролях
- Лау Чинвань — старший инспектор Пао Вай Хун
- Френсис Ын — Мак Кван
- Джек Као — Занг
- Аманда Ли — Чон Лай Хун
- Моника Чан[англ.] — жена Пао
- Чин Ка Лок — Билл
- Юнг Кам-чонг — Юнг
- Рэймонд Чо[англ.] — Чан Ва
- Эмили Кван По-Вай — Бо
- Ли Сиу-кей[англ.] — заключенный
- Нг Чи Хунг — полицейский информатор
- Цанг Вай-Минг — Глава Гонконгского жокейского клуба
- Чен Сиу-фанг — старший сержант транспортной службы
- Фок Вин-фу — Санг

## Награды и номинации
| Награды                                   | Награды                    | Награды              | Награды   |
| Кинопремия                                | Категория                  | Лауреат / претендент | Результат |
| ----------------------------------------- | -------------------------- | -------------------- | --------- |
| 17-я Гонконгская кинопремия               | Лучший фильм               | Боевая тревога       | Номинация |
| 17-я Гонконгская кинопремия               | Лучшая режиссёрская работа | Ринго Лам            | Номинация |
| 17-я Гонконгская кинопремия               | Лучшая мужская роль        | Лау Чинвань          | Номинация |
| 17-я Гонконгская кинопремия               | Лучший монтаж              | Энджи Лам, Марко Мак | Номинация |
| 17-я Гонконгская кинопремия               | Лучшее звуковое оформление | Боевая тревога       | Номинация |
| 4-я Премия общества кинокритиков Гонконга | Лучший фильм               | Боевая тревога       | Победа    |
| 4-я Премия общества кинокритиков Гонконга | Лучшая мужская роль        | Лау Чинвань          | Победа    |